# Sarcophaga koehleri
Sarcophaga koehleri är en tvåvingeart som först beskrevs av Blanchard 1939.  Sarcophaga koehleri ingår i släktet Sarcophaga och familjen köttflugor. Inga underarter finns listade i Catalogue of Life.